# 平沢芝制駅
平沢芝制駅（ピョンテクチジェえき）は、大韓民国京畿道平沢市芝制洞にある、韓国鉄道公社（KORAIL）とSRの駅である。KORAILの駅には「韓京国立大」の副駅名がある。

## 概要
韓国鉄道公社の京釜線・平沢三角線（貨物線）、SRの水西平沢高速線（SRT）が乗り入れている。
京釜線の当駅は、電車線を走る首都圏電鉄1号線電車のみが停車する。駅番号は(P164)。KORAILの駅の副駅名は韓京国立大であるが、韓京国立大学校へはこちらよりも西井里駅のほうが近い。
2005年1月20日の1号線（京釜電鉄線）餅店 - 天安間延伸から1年遅れて開設され、その後2012年に水西平沢高速線の駅設置が正式決定された。高速線の駅の仮称は新平沢駅であり、市の選考過程で平沢芝制が最終案として提案されていたものの、2016年4月29日の国土交通部告示により、1号線と同じ芝制駅に決定した。その後2020年10月に国土交通部の審議でかつて採用されなかった平沢芝制への改称が可決された。

## 歴史
- 2006年6月30日 - 芝制駅として開業[4]。
- 2016年12月9日 - SR芝制駅開業[5]。
- 2020年11月24日 - 市名を冠した平沢芝制駅に改称[6]。

## 駅構造

### 韓国鉄道公社
相対式ホーム2面2線と、その中間に通過線2線の計2面4線を有する地上駅で、橋上駅舎を持つ。通過線2線は京釜線の列車が通過する。
出口は1番（駅東側）と2番（駅西側）の2ヶ所ある。

### のりば
| 1      | ●京釜電鉄線 | 平沢・天安・牙山・新昌方面       |
| 通過線 | 京釜線      | 下り列車の通過                   |
| 通過線 | 京釜線      | 上り列車の通過                   |
| 2      | ●京釜電鉄線 | 水原・九老・ソウル駅・清凉里方面 |

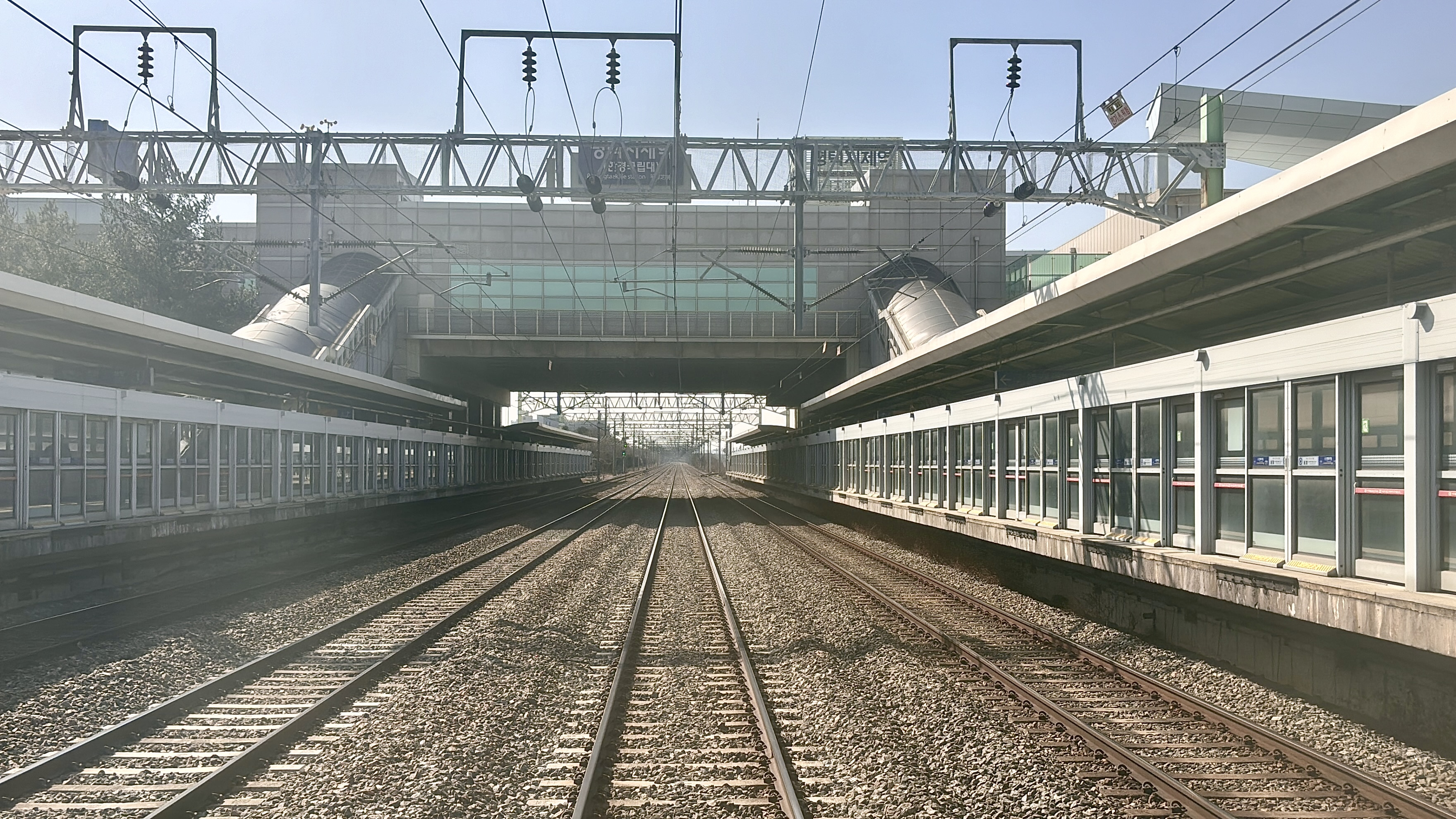
乗り場
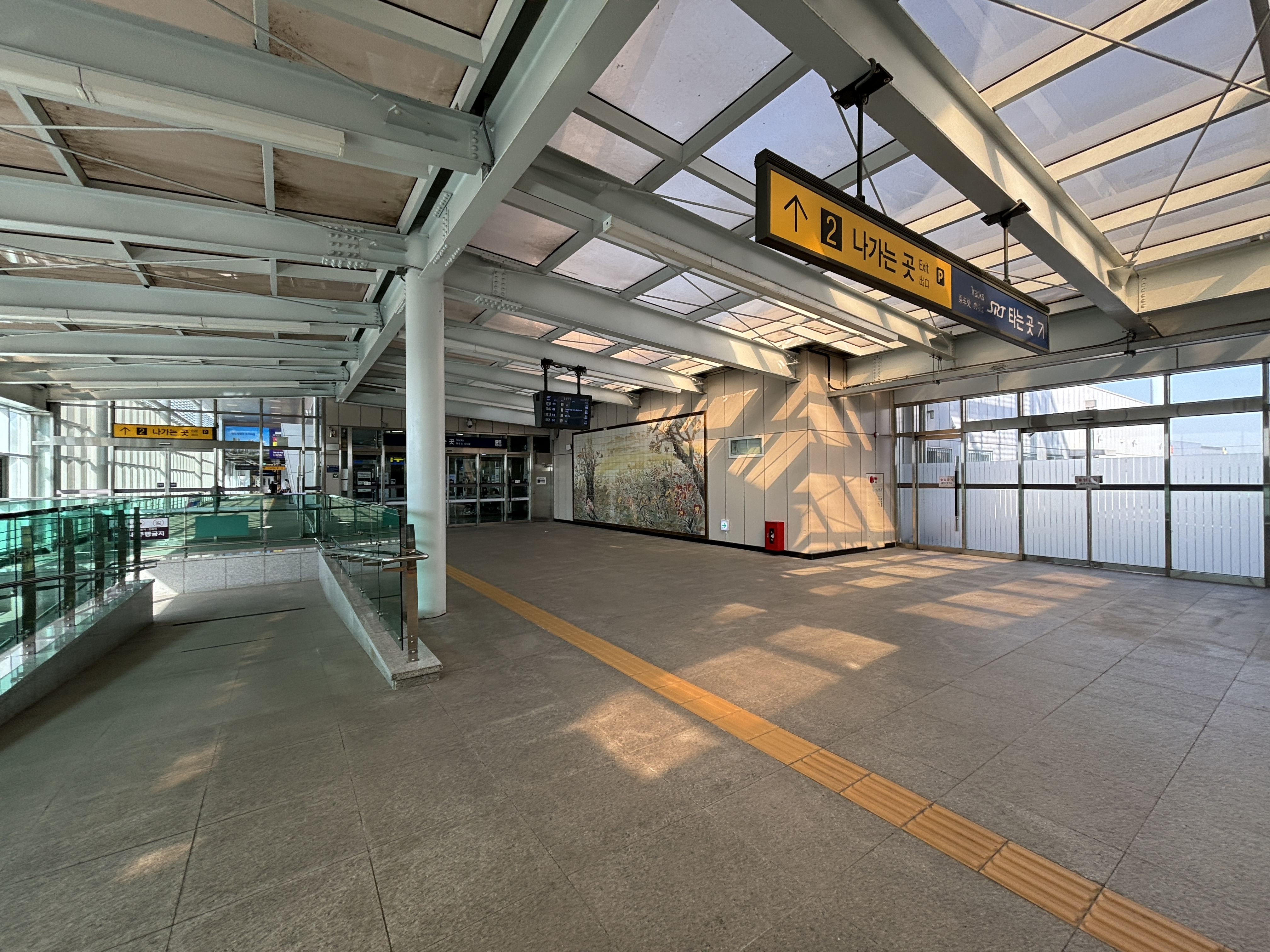
行人歩道橋
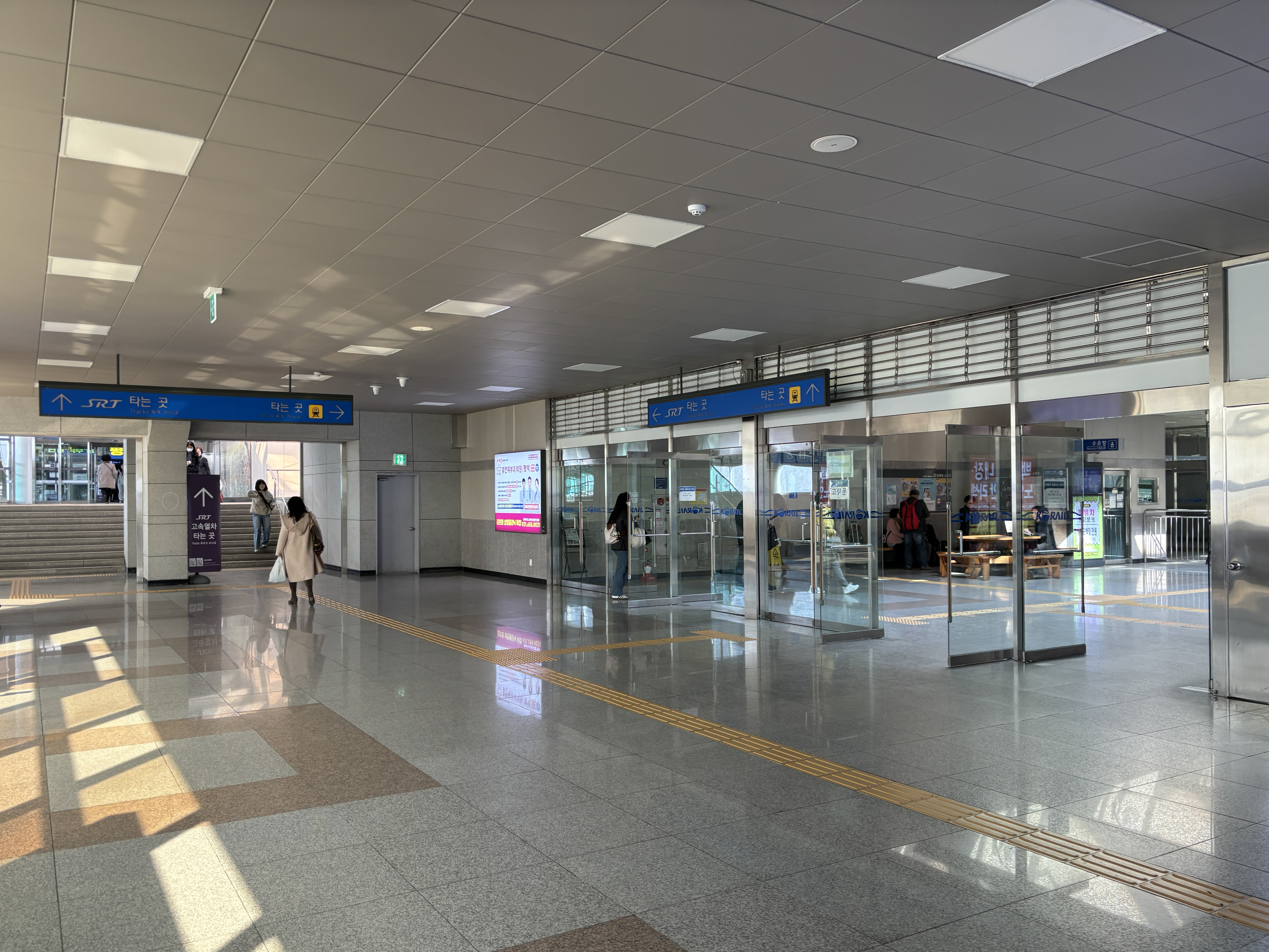
京釜電鉄線入口
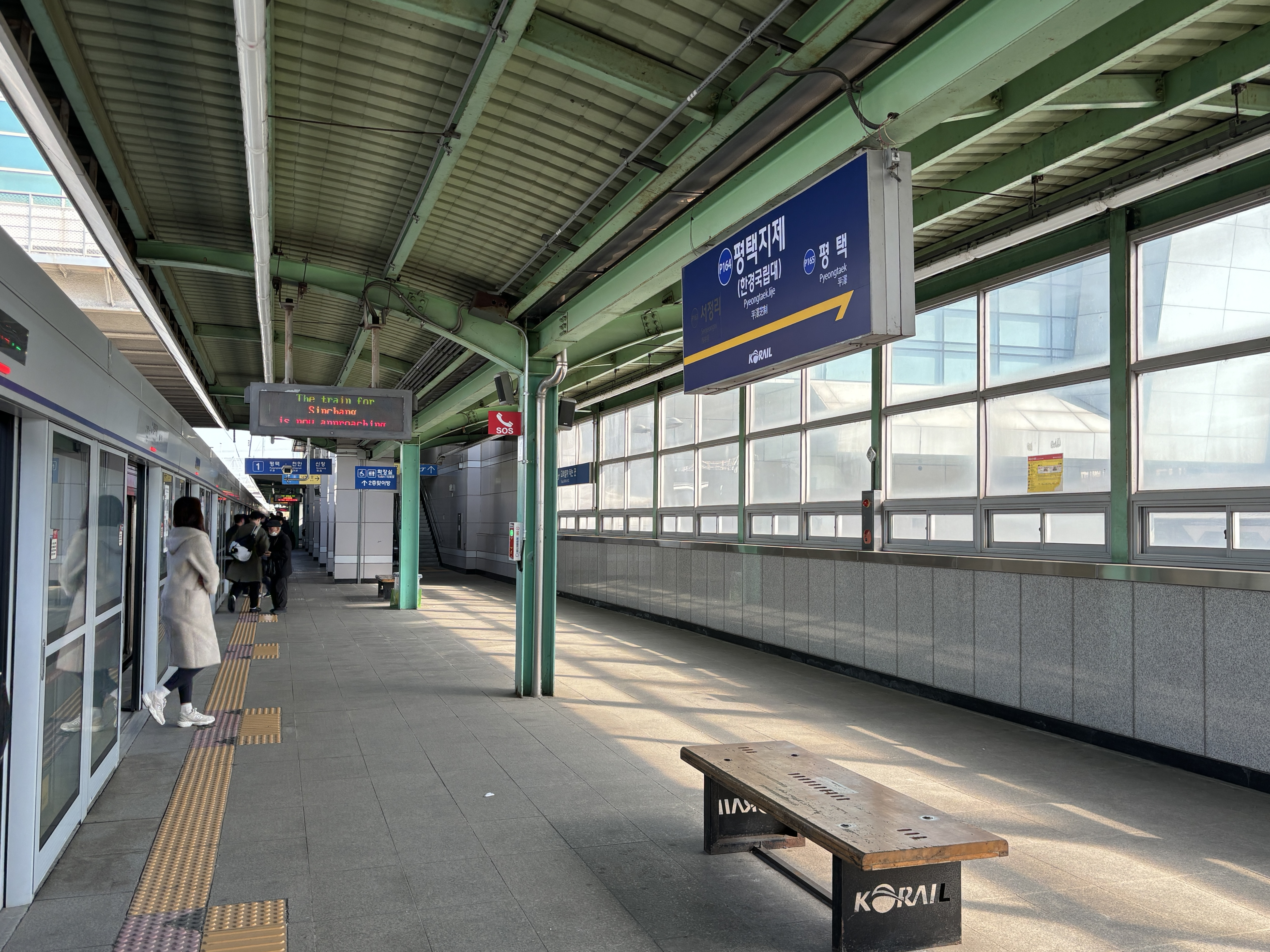
京釜電鉄線南行ホーム

相対式ホーム2面4線を有する地上駅。中央は上下2線の通過線。橋上駅舎でKORAIL駅に繋がっている。
| 1      | ●水西平沢高速線 | ←天安牙山から京釜・湖南高速線へ直通 釜山・光州松汀・木浦方面 |
| 通過線 | ●水西平沢高速線 | ←下り通過線                                                  |
| 通過線 | ●水西平沢高速線 | →上り通過線→                                                 |
| 2      | ●水西平沢高速線 | →水西・東灘方面→                                             |

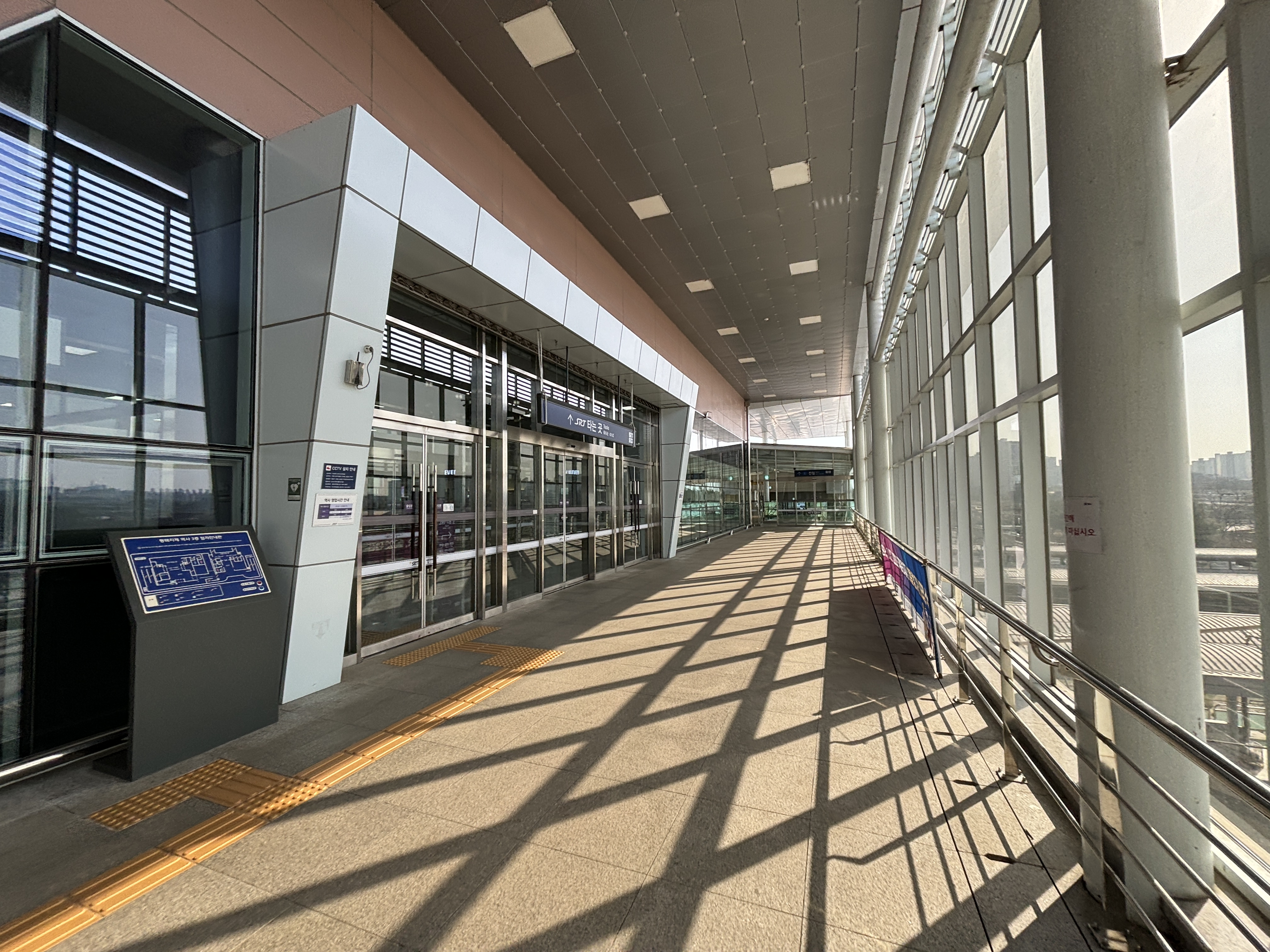
SRT入口
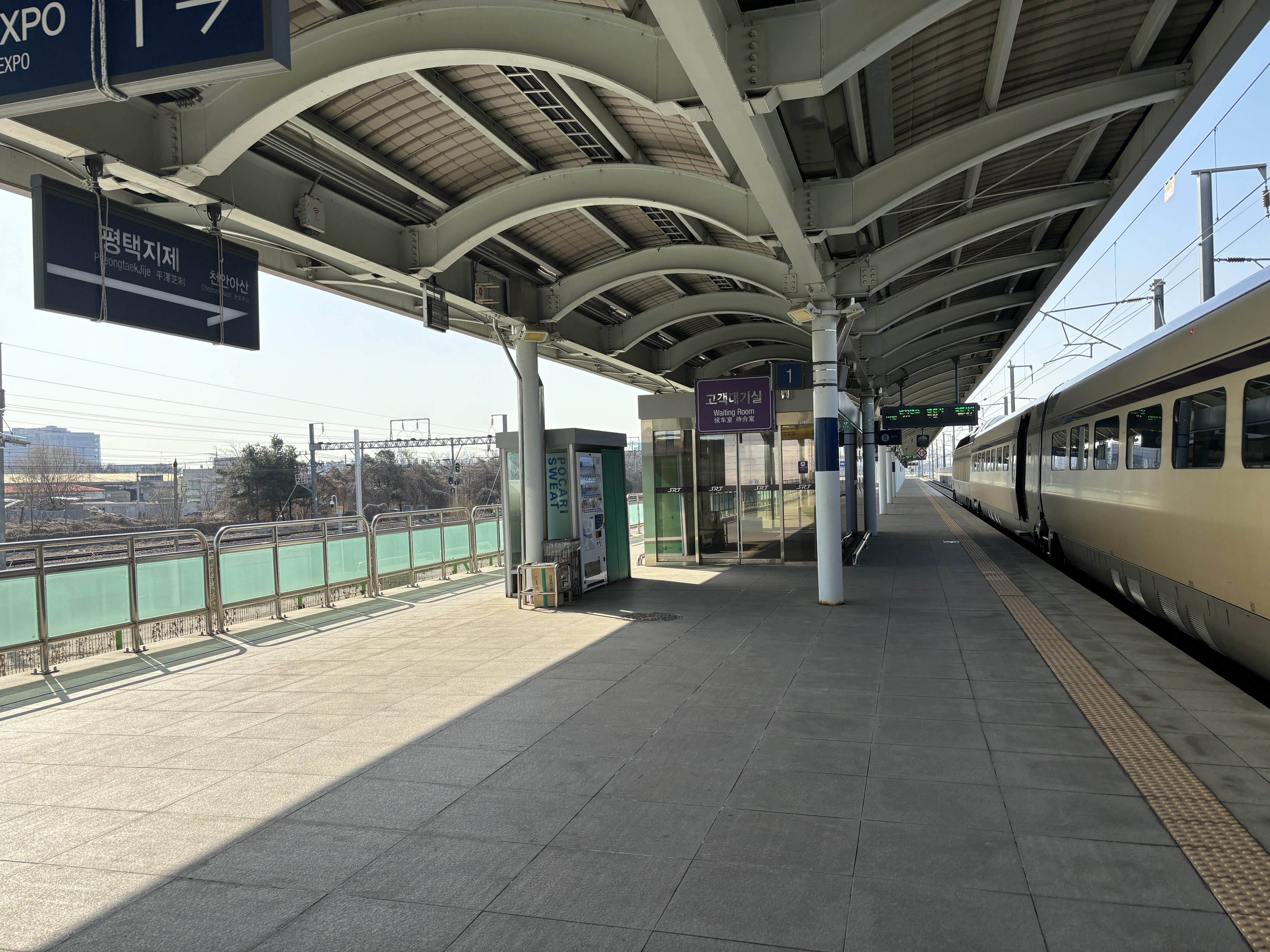
SRT南行ホーム
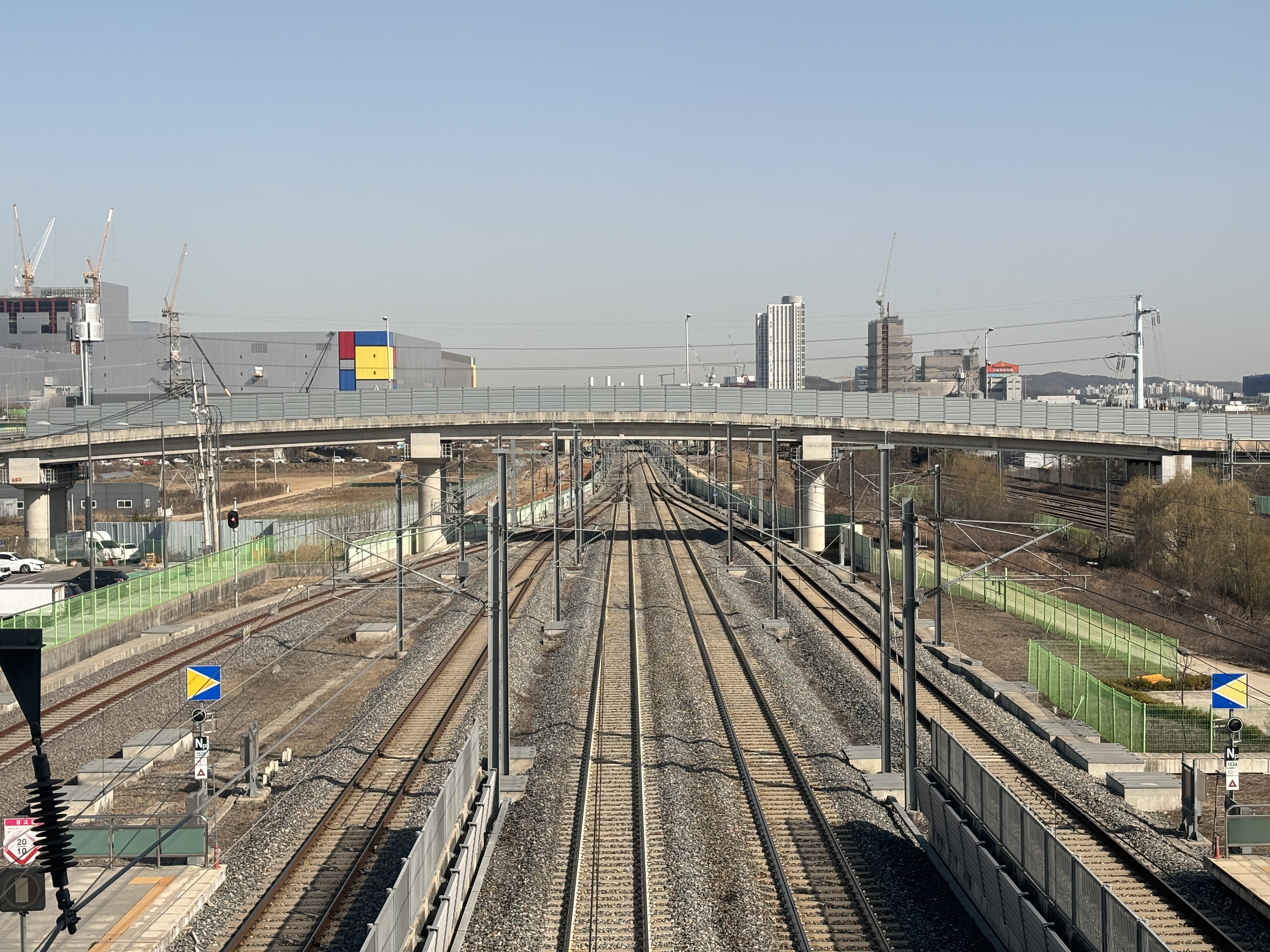
SRT乗り場

## 利用状況
近年の一日平均乗車人員推移は下記の通り。
| 路線        | 乗車人員 | 乗車人員 | 乗車人員 | 乗車人員 | 乗車人員 | 乗車人員 | 乗車人員 | 乗車人員 | 注 釈 |
| 路線        | 2006年   | 2007年   | 2008年   | 2009年   | 2010年   | 2011年   | 2012年   | 2013年   | 注 釈 |
| ----------- | -------- | -------- | -------- | -------- | -------- | -------- | -------- | -------- | ----- |
| ●京釜電鉄線 | 292      | 715      | 710      | 691      | 740      | 788      | 784      | 815      | [ 7 ] |

## 駅周辺
周辺は農村地帯であるが、今後ニュータウン開発（高徳国際新都市）が計画されている。この駅の西側2番出口は農村部落が形成されていて低い山を除けば稲作地域が大部分であり、当然こちら側は利用客も大変少ない。 だが、最近高徳国際新都市によってタクシー乗り場、バス乗り場、そして駐車場ができた。 これにより最近では2番出口を利用する乗客も少しは増えた。
- 韓京国立大学校（旧韓国福祉大学校）：北北東へ4kmほど離れている。
- 平沢産業団地
- 松炭産業団地
- 双竜自動車本社・平沢工場
- イーマート平沢店
- ホームプラス松炭店
- 細橋中学校
- 平沢女子中学校
- セマウル会館

## 隣の駅
韓国鉄道公社　
●京釜電鉄線　
A急行・B急行　
通過　
緩行　
西井里駅 (P163) - 平沢芝制駅 (P164) - 平沢駅 (P165)　
平沢三角線（平沢線支線）
芝制駅 - 新垈信号所
SR
●水西平沢高速線
SRT
東灘駅 - 平沢芝制駅 - (平沢分岐点) - (天安牙山駅 京釜・湖南高速線へ直通)